# Araneus depressatulus
Araneus depressatulus là một loài nhện trong họ Araneidae.
Loài này thuộc chi Araneus. Araneus depressatulus được Carl Friedrich Roewer miêu tả năm 1942.